# 싱가포르의 사형제

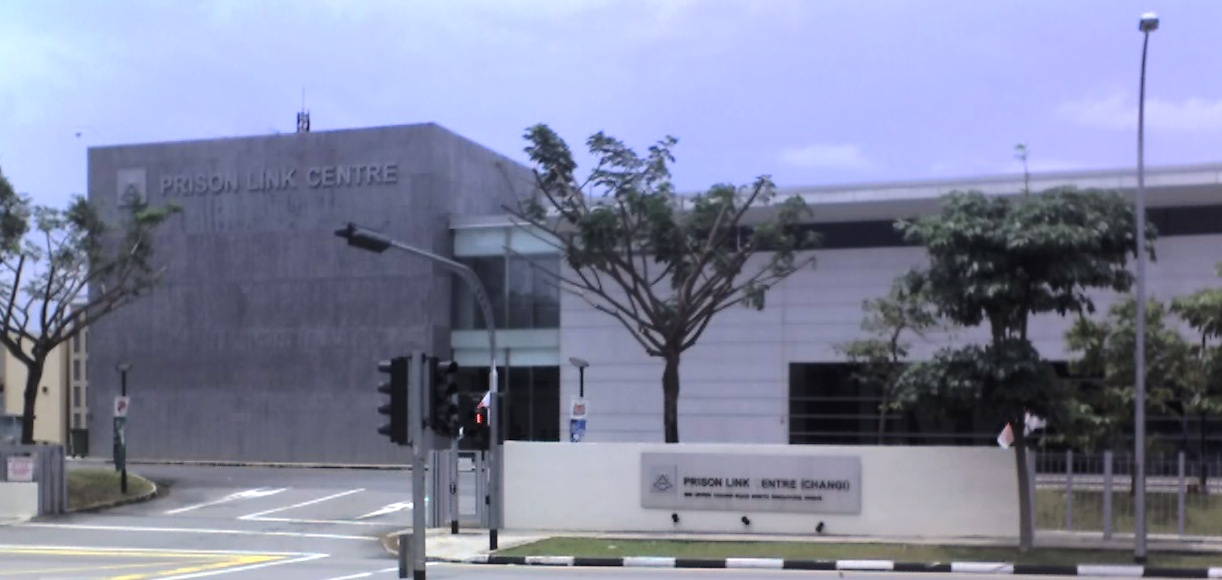
사형장이 있는 싱가포르의 창이 교도소

싱가포르의 사형제는 유지되고 있으며, 자세한 내용은 아래와 같다.

## 개요
싱가포르는 미국, 일본과 함께 선진국에서 사형을 유지하고 있는 나라이다. 사형 방법은 교수형으로 이루어지며, 보통 새벽에 집행한다. 주로 살인, 납치, 반역, 총기 범죄, 마약밀매 등 33가지의 범죄가 있다.

## 통계
아래 표는 국제앰네스티와 싱가포르 내무부에서 2001년 1월에 제공한 통계 데이터와 2003년 9월에 AFP에 보고한 정부 데이터를 포함하여 여러 출처에서 수집하였다. 내무부가 공개한 정보에 따르면 괄호 안의 숫자는 외국인의 처형된 숫자다.
싱가포르 정부는 2000~2006년 사이 자세한 통계는 공개하지 않았다. 2003년 9월, 영국 BBC에서 고촉통(吳作栋) 당시 싱가포르 총리가 "70~80건의 교수형이 집행됐다"고 밝혔다. 이틀 후, 그는 성명을 철회하고, 이 숫자가 사실상 "10"이라고 말했다.

### 사형집행건수
| 연도 | 살인  | 마약   | 총기 | 합계 |
| ---- | ----- | ------ | ---- | ---- |
| 1991 | 1     | 5      | 0    | 6    |
| 1992 | 13    | 7      | 1    | 21   |
| 1993 | 5     | 2      | 0    | 7    |
| 1994 | 21    | 54     | 1    | 76   |
| 1995 | 20    | 52     | 1    | 73   |
| 1996 | 10(7) | 40(10) | 0    | 50   |
| 1997 | (3)   | 11(2)  | 1    | 15   |
| 1998 | 4(1)  | 24(5)  | 0    | 28   |
| 1999 | 8(2)  | 35(7)  | 0    | 43   |
| 2000 | 4(2)  | 17(5)  | 0    | 21   |
| 2001 | 4     | 22     | 1    | 27   |
| 2002 | 5     | 23     | 0    | 28   |
| 2003 | 5     | 14     | 0    | 19   |
| 2004 | 4     | 3      | 1    | 8(2) |
| 2005 | 2     | 6      | 0    | 8(1) |
| 2006 | 4     | 2      | 2    | 8(2) |
| 2007 | 1     | 2      | 0    | 3(2) |
| 2008 | 4     | 2      | 0    | 6(3) |
| 2009 | 1     | 3      | 1    | 5(2) |
| 2010 | 0     | 0      | 0    | 0    |
| 2011 | 2     | 2      | 0    | 4    |
| 2012 | 0     | 0      | 0    | 0    |
| 2013 | 0     | 0      | 0    | 0    |
| 2014 | 0     | 2      | 0    | 2    |
| 2015 | 1     | 3      | 0    | 4    |
| 2016 | 2     | 2      | 0    | 4    |
| 2017 | 0     | 8      | 0    | 8    |
| 2018 | 2     | 11     | 0    | 13   |
| 2019 | 2     | 2      | 0    | 4    |
| 2020 | 0     | 0      | 0    | 0    |
| 2021 | 0     | 0      | 0    | 0    |
| 2022 | 0     | 11     | 0    | 11   |
| 2023 | 0     | 5      | 0    | 5    |
| 2024 | 1     | 8      | 0    | 9    |
| 2025 | 2     | 5      | 0    | 7    |

## 외국인
사형수 중에는 외국인도 포함돼 있으며 이들 중 상당수는 마약 관련 범죄로 유죄 판결을 받았다. 이 수감자들은 미국, 호주, 방글라데시, 중국, 가나, 인도, 인도네시아, 말레이시아, 네덜란드, 나이지리아, 파키스탄, 필리핀, 포르투갈, 스리랑카, 태국, 영국, 베트남 등 다양한 국가에서 왔다. 싱가포르 정부가 발표한 1993~2003년 사이 처형된 사람의 36%가 외국 시민권자였으며, 이 중에는 싱가포르 거주자의 절반이 외국인이다.

## 존폐 논란
싱가포르의 사형제는 인권 단체, 특히 마약 관련 범죄와 같은 비폭력 범죄를 저지른 사람들에게 대한 과한 형벌이라며 비판받고 있다.
대다수의 국민들은 사형을 강력하게 지지하고있다. 싱가포르의 한 언론에서 사형에 대한 공개변론이 거의 존재하지 않지만, 형사사건에 대한 이슈가 가끔 다뤄지기도 한다. 2007년 10월, 하병기(何炳基) 당시 법무부 장관은 의회에서 "우리 중 일부는 사형을 폐지해야 한다고 생각할 수 있다. 하지만 2년 전 한 조사에서 싱가포르의 95%가 사형제도를 유지해야 한다고 답했다고 더 스트레이츠 타임스가 보도했다. 수년 동안, 우리는 안전하고 안전하게 지킬 수 있도록 도와준 것이며, 극히 일부 특정 범죄에만 남아 있다."라고 답변했다.
언론에 따르면 조슈아 벤자민 자일레르난 전 야당 의원은 이 사건에 대해 의회에서 단 몇 분간의 연설만 허용받았고, 이후 그의 발언에 대해 의원들이 반박했다. 다른 야당 의원이 이 문제를 제기할 가능성은 거의 없으며, 이는 싱가포르 국민의 무관심을 반영하는 것이다.
싱가포르의 형법은 언론의 평론을 불러일으켰다. 캐나다의 공상과학소설 작가 윌리엄 깁슨은 기자 시절 "사형이 있는 디즈니랜드"라는 제목으로 풍자했다.

## 같이 보기
- 사형
- 나라별 사형제 현황